# پارونگ
پارونگ (اندونزیایی: Parung) شهری در استان جاوه غربی کشور اندونزی است. جمعیت این شهر بر اساس سرشماری سال ۱۹۹۰ میلادی، ۵۳٫۰۲۶ نفر و بر اساس سرشماری سال ۲۰۰۰ میلادی، ۱۳۵٫۱۴۸ بوده که در سال ۲۰۰۷ میلادی به ۲۲۶٫۶۹۰ نفر افزایش یافته‌است.